# Meconopsis superba
Espèce
Statut de conservation UICN

 EN B1ab(iii,v)+2ab(iii,v) : En danger
Meconopsis superba est une espèce de plantes à fleurs de la famille des Papavéracées endémique du Bhoutan